# Велики Буковец (Маче)
Велики Буковец је насељено место у саставу општине Маче у Крапинско-загорској жупанији, Хрватска. До територијалне реорганизације у Хрватској налазио се у саставу старе општине Златар-Бистрица.

## Становништво
На попису становништва 2011. године, Велики Буковец је имао 314 становника.

## Попис1991.
На попису становништва 1991. године, насељено место Велики Буковец је имало 410 становника, следећег националног састава:
| Попис 1991.‍ | Попис 1991.‍ | Попис 1991.‍ | Попис 1991.‍ | Попис 1991.‍ |
| ----------- | ----------- | ----------- | ----------- | ----------- |
|             |             |             |             |             |
| Хрвати      | Хрвати      |             | 406         | 99,02%      |
| Македонци   | Македонци   |             | 1           | 0,24%       |
| непознато   | непознато   |             | 3           | 0,73%       |
| укупно: 410 |             |             |             |             |